# Hôtel Bristol New York, N.Y.
Pour les articles homonymes, voir Hôtel Bristol.
Hôtel Bristol New York, N.Y. est un roman de Michel Tremblay paru en 1999.

## Résumé
L'histoire se déroule dans une lettre que Jean-Marc envoie à son ami psychanalyste qui est en année sabbatique à Paris. Dans cette lettre, il lui confie un secret déconcertant tout en lui racontant son quotidien. En fait, le contexte de cette lettre réside dans une atroce réflexion que le personnage principal s'est fait en marchant dans une rue de Montréal. Lorsqu'il a vu son reflet dans une vitrine, il a eu l'impression de voir son frère ainé Richard. Il est déconcerté par cette idée, car il a toujours détesté son frère et il a peur que leur ressemblance ne soit pas que physique. C'est une histoire remplie de drame et de secrets de famille.

## Commentaires
Ce roman fait suite à plusieurs autres romans de Tremblay, qui suivent tous la vie du personnage Jean-Marc : La Nuit des princes charmants, Le Cœur découvert et Le Cœur éclaté.